# L'amazzone di Alessandro Magno
L'Amazzone di Alessandro Magno è un romanzo storico per ragazzi di Bianca Pitzorno pubblicato la prima volta nel 1977 da Rusconi. Nel 2004, la terza edizione e riscrittura del romanzo ha vinto il Concorso nazionale di narrativa per ragazzi "Premio Castello" di Sanguinetto (ora intitolato al giornalista Giulio Nascimbeni).

## Storia editoriale
Attratta fin dai tempi dell'università dall'episodio probabilmente leggendario dell'incontro fra Alessandro Magno e la regina delle Amazzoni Talestri, Bianca Pitzorno ne fu invogliata a scrivere questo testo quando nel 1977, ancora agli esordi come scrittrice, le fu chiesto un romanzo storico per l'editore Rusconi sull'eroe macedone. Successivamente, nel 1986, rielaborò il testo originale e lo pubblicò come edizione scolastica della Bruno Mondadori sotto il titolo Con la carovana di Alessandro. Nel 2004, infine, una terza e definitiva riscrittura è stata pubblicata da Arnoldo Mondadori Editore ritornando al titolo originario. Nel 2006 il libro è stato anche tradotto in greco, mentre una quarta edizione è uscita da Mondadori nel 2012 con una prefazione illustrata della disegnatrice Grazia Nidasio.

## Trama
Il romanzo si svolge nell'arco di quattro anni (dal 331 al 327 a.C.) e racconta la storia di Mìrtale, una "bambina lupo" donata al re macedone Alessandro Magno che, in ossequio all'oracolo di Delfi («Una lupa ti guiderà fino al cuore della Persia»), la accoglie nella sua corte e sotto la sua protezione: Mirtale è affidata alla famiglia del filosofo cinico Diomede (con i cui figli Arianna e Polluce stringe una forte amicizia), e vive in compagnia dell'etera Taide e della figlia di lei Clèis. Esse fanno parte del seguito del re nella spedizione militare diretta alla conquista dell'Asia, ma la condizione di Mìrtale si distingue da quella di tutte le altre donne della carovana, in quanto la ragazzina riceve un'educazione virile che le permette di accedere a quell'istruzione che è preclusa alle donne e che in seguito la porterà a far parte del gruppo dei paggi di Alessandro Magno e ad imparare l'arte della guerra e l'uso delle armi. All'inizio del libro il passato di Mìrtale è sconosciuto: lei stessa non ricorda niente e pensa di poter essere figlia di Alessandro Magno poiché egli le dona continuamente molti regali; persino il suo cavallo Bucefalo, un animale molto selvaggio rispettoso solo del suo padrone, la tratta con riguardo come se riconoscesse in lei un'autorità indiscutibile. Solo più tardi Mìrtale scoprirà la storia del suo ritrovamento nella tana della mamma-lupa, di come sia arrivata alla corte di Alessandro Magno e delle profezie che la vogliono figlia della regina delle Amazzoni.
Mentre le vittorie si susseguono sui campi di battaglia, fra le tende si accentua il contrasto fra chi considera i popoli sottomessi soltanto dei barbari e chi invece, come Alessandro, li tratta alla pari, ne rispetta le usanze e li integra nell'amministrazione dell'impero. Quando la carovana arriva in India, Alessandro Magno vorrebbe proseguire fino al Gange, ma l'esercito rifiuta di seguirlo. La battaglia campale contro il re Poro, che combatte con gli elefanti, poi, costituisce per Mìrtale la prima esperienza diretta della carneficina bellica, che la disgusta. Mentre Alessandro è attirato dalla mistica della non violenza, anche Mìrtale entra in contatto con il buddismo tramite un ragazzino, figlio di re, che fa il kela (mendicante) per un anacoreta. Quando poi Mìrtale ha una visione che le mostra finalmente la regina delle Amazzoni sua madre, costei getta via le armi, come a suggerirle che le donne, invece di imitare le qualità peggiori degli uomini, meritano di distinguersi da loro praticando la bontà e l'amore. Nell'animo di Mìrtale si sviluppa così una nuova concezione della vita, molto diversa da quella di Alessandro Magno e degli altri greci: decide infatti di abbandonare la famiglia adottiva e la spedizione per andare a servire il pio eremita, sostituendo il kela precedente.

## Critica
L'amazzone di Alessandro Magno è uno dei tre romanzi storici per ragazzi scritti da Bianca Pitzorno ed è rappresentativo di molti temi cari all'autrice: la critica all'educazione tradizionale, il femminismo, il perseguimento di ideali di giustizia che spesso si riflettono nella difesa dei più deboli e dell'altro diverso da noi. Rappresenta inoltre l'unico esempio di riscrittura nella produzione per ragazzi di Bianca Pitzorno, se si escludono quei testi come La casa sull'albero o Streghetta mia che l'autrice ha riadattato per la pubblicazione da un'edizione 'casalinga', spesso creata su misura di piccole amiche.
Delle due riscritture, particolarmente significativa è considerata quella dell'86: una rielaborazione de L'amazzone di Alessandro Magno destinata agli alunni delle scuole medie che non conoscono la filosofia greca e intitolata Con la carovana di Alessandro. Questo testo viene citato infatti dall'autrice in Storia delle mie storie come esempio da contrapporre alla riduzione letteraria, molto diffusa nella produzione per ragazzi. Un'operazione come quella di Con la carovana di Alessandro viene accostata dall'autrice a quelle effettuate in passato da scrittori come Lewis Carroll o Michel Tournier, operata dall'autore del testo originario per renderlo fruibile a dei ragazzi più giovani dei destinatari originari; come Alice per i piccoli o Venerdì o la vita selvaggia, Con la carovana di Alessandro non rappresenta solo "un accorciamento, un riassunto, ma implica una variazione di tono, una vera e propria riscrittura" che produce un nuovo testo letterario. Si contrappone perciò alla riduzione che identifica invece il valore di un'opera con la sua trama piuttosto che con lo stile con cui è scritto.
La seconda riscrittura viene invece viene presentata dall'autrice nella prefazione all'edizione del 2004 come conseguenza della sua maturazione come scrittrice e come persona, nonché dei mutamenti storici avvenuti nel frattempo a livello mondiale. Pitzorno invita il lettore a notare come tra i luoghi attraversati dalla carovana Alessandro vi siano quelli che al giorno d'oggi sono al centro delle cronache giornalistiche e televisive (stati come la Turchia, l'Egitto o i Paesi del Medioriente) e a leggere perciò il testo con un occhio rivolto ai problemi del presente, osservando sia i contrasti e le similitudini tra la situazione di allora e quella di oggi (la situazione delle donne in Afganistan e Iran, per esempio) sia come in un passato così lontano vi fossero già i semi dei cambiamenti importanti della storia recente (per esempio la presenza in Medioriente del petrolio e in India di quella religione nonviolenta che ha ispirato l'azione politica di Gandhi nel primo Novecento).
Questa intenzione s'iscrive nella visione che Bianca Pitzorno ha del romanzo storico per ragazzi che deve avere una propria valenza letteraria esattamente come quello per adulti. La scelta di ambientare nel passato il romanzo non deve essere motivata dall'intento didascalico di insegnare la storia attraverso i libri di narrativa, ma da una necessità interna dell'autore, spesso perché nell'epoca storica prescelta trova rimandi e affinità alle problematiche attuali. Fare di Alessandro Magno il coprotagonista del libro, riflette questa visione dell'autrice che spesso si concretizza nella scelta di fare entrare in contatto il protagonista del suo intreccio narrativo (che deve essere rigorosamente un bambino o meglio, una bambina) con personalità che si discostino dalla mentalità corrente dell'epoca, quali Federico II di Svevia ne La bambina col falcone o, in questo caso, Alessandro Magno. L'interesse per questa figura storica nasce dal fatto che il principe e condottiero macedone, in contrasto con la visione diffusa all'epoca anche tra i più grandi filosofi greci, predicasse e attuasse il rispetto dei popoli di religione e cultura diverse dalle proprie, un atteggiamento che, secondo l'autrice, dovrebbe far riflettere anche ai giorni nostri.Come ogni romanzo storico che abbia una propria valenza letteraria,L'Amazzone di Alessandro Magno non sfugge però alla necessità di una constualizzazione storica fedele e plausibile, frutto di una approfondita ricerca storica fino nei minimi dettagli (non a caso la scoperta che la madre di Alessandro Magno si chiamasse Myrtale prima del matrimonio è stata desunta da una "microscopica nota di un libro eruditissimo"). La necessità di una fedele contestualizzazione storica era evidente nell'edizione del 1977 per la presenza di numerose schede informative di corredo, la parte più rilevante delle quali faceva riferimento alle fonti.
Oltre ad essere il primo dei romanzi storici di Bianca Pitzorno, L'amazzone di Alessandro Magno assume rilevanza per essere il romanzo in cui per la prima volta venga affrontato il tema della condizione femminile. La particolarità di questo testo - così come di Extraterrestre alla pari, scritto nello stesso periodo anche se pubblicato due anni più tardi- sta nell'essere ispirato dalla lettura di Dalla parte delle bambine saggio di Elena Gianini Belotti del 1973 in cui si ritiene che la differenza di carattere tra maschi e femmine sia frutto di una determinata educazione sociale. La condizione di Mìrtale, ragazza cresciuta come un maschio in una società che non concede alle donne né potere né libertà, è funzionale non solo ad illustrare la condizione femminile del tempo, ma anche ad introdurre una critica dell'educazione tradizionale che inquadra in ruoli e schemi precostituiti senza tener conto dell'individualità di ogni essere umano. Pur godendo di maggiori privilegi rispetto alle altre rappresentanti del suo sesso, Mìrtale non riesce ad apprezzare appieno la propria condizione perché - con la modernità psicologica che caratterizza tutte le protagoniste dei romanzi storici di Bianca Pitzorno- soffre di una condizione imposta, del non essere libera di scegliere il proprio stile di vita ed il proprio destino. Mentre Extraterrestre alla pari riflette più fedelmente le tesi del saggio della Gianini Belotti apparendo come critica di un'educazione basata sugli stereotipi dei sessi, L'amazzone di Alessandro Magno pone maggiormente l'accento su come si debba attuare la liberazione della donna (così come dei più deboli). Così come per la moderna emancipazione femminile, questa liberazione non dovrebbe consistere nell'emulazione degli stereotipi maschili -soprattutto per quanto riguarda la ricerca del potere e l'esercizio della violenza- ma concretizzarsi nel perseguimento di nuove strade: quelle della saggezza, della giustizia e del rispetto del prossimo.

### Edizioni
- Bianca Pitzorno, L'amazzone di Alessandro Magno (illustrazioni di Teresa Buongiorno e Dado Jemmi), Milano, Rusconi, 1977, collana "I cronolibri".
- Bianca Pitzorno, Con la carovana di Alessandro, collana "Aperture sulla storia", Milano, Edizioni Scolastiche Bruno Mondadori, 1986.
- Bianca Pitzorno, L'Amazzone di Alessandro Magno, Milano, Arnoldo Mondadori, collana "Gaia Junior", 2004, ISBN 978-88-520-2415-3. Disponibile anche in ebook.
- (EL) Bianca Pitzorno, Η Αμαζόνα του Μεγαλέξανδρου, traduzione di Eleanna Filippusi, Atene, Kedros anno=2006, ISBN 978-960-04-3191-9.
- Bianca Pitzorno, L'Amazzone di Alessandro Magno (prefazione illustrata di Grazia Nidasio), Milano, Arnoldo Mondadori Editore, 2012, collana "Le storie di Bianca Pitzorno". ISBN 978-88-04-61959-8.

### Fonti critiche
- Susanna Barsotti, Bianca Pitzorno e le sue bambine, in Enzo Catarsi, Flavia Bacchetti (a cura di), I «Tusitala», Scrittori italiani contemporanei di letteratura giovanile, Tirrenia (Pisa), Edizioni del Cerro, 2006,  pp. 87-89, ISBN 978-88-8216-180-4.
- Emy Beseghi, Polissena nel labirinto di Bianca, in Emy Beseghi (a cura di), Nel giardino di Gaia, Milano, Mondadori, 1994,  pp. 76-77, ISBN 88-04-38326-7.
- Mirca Casella, Le voci voci segrete: itinerari di iniziazione al femminile nell'opera di Bianca Pitzorno, Milano, Mondadori, 1994, ISBN 978-88-04-54341-1. URL consultato il 4 maggio 2015.
- Bianca Pitzorno, Storia delle mie storie, Milano, Il Saggiatore, 2006  [Nuova Pratiche Editrice 2002], ISBN 88-515-2337-1.